# Sandbjerg Vig
Sandbjerg Vig är en vik i Danmark. Den ligger i Region Mittjylland, i den centrala delen av landet vid övergången från Kattegatt i Stora Bält.